# 藤平華乃
藤平 華乃（ふじひら かの、2004年8月28日 - ）は、日本の女性アイドル。@onefiveのメンバー、さくら学院の元メンバー。所属事務所はアミューズ。千葉県出身。

## 来歴
2013年に行われた、キッズモデルオーディションサービス「KIDS-TOKEI」が主催するイベントに参加し、「De☆View×キッズ時計」という企画でオーディション情報誌「De☆View」に掲載される。これがきっかけとなりアミューズからスカウトされ、同事務所に所属することとなる。
2015年5月6日、恵比寿ザ・ガーデンホールで開催された「さくら学院 2015年度 〜転入式〜」にて、さくら学院へ転入（加入）。
2016年11月12日、舞浜アンフィシアターで開催された「さくら学院祭☆2016」より、さくら学院内部ユニットである「帰宅部 sleepiece」にも所属。
2018年5月6日、なかのZERO大ホールで開催された「さくら学院 2018年度 〜転入式〜」にて、2代目パフォーマンス委員長に、翌年5月6日、文京シビックホール大ホールで開催された「さくら学院 2019年度 ～転入式～」にて、9代目生徒会長（リーダー）に就任した。
2019年6月以降、BABYMETALの2019年度の世界ツアー「METAL GALAXY WORLD TOUR」で、日替わりサポートダンサー3名のうちの1人として起用され、6月29日に横浜アリーナで行われたライブ『BABYMETAL AWAKENS - THE SUN ALSO RISES -』で初出演した。ライブ出演時の「PA PA YA!! (feat. F.HERO)」、「Elevator Girl」、「Shanti Shanti Shanti」のパフォーマンス映像は同曲のミュージックビデオに採用されている。
2019年10月19日、「さくら学院祭☆2019」にて、中等部3年の吉田爽葉香、有友緒心、森萌々穂と共にガールズユニット@onefive（ワンファイブ）を結成し、同ユニットではKANO名義で活動する事が発表された。また同日にデビュー曲「Pinky Promise」のミュージックビデオが公開され、翌20日から配信リリースが開始された。
2020年8月30日に配信された無観客有料オンライン配信ライブ「The Road to Graduation 2019 Final ～さくら学院 2019年度 卒業～」をもって、さくら学院を卒業した。
日本テレビのバラエティ番組「超無敵クラス」の2022年1月25日放送回に、10代で構成された「超無敵クラス」の一員として初出演し、同年4月頃からはほぼ毎回出演している。
2022年3月、漫画『海街diary』の舞台化にすず役で出演。
2025年5月29日〜6月1日、舞台『蜉蝣一期』に出演。

## 人物
血液型はA型、左利きである。好きな食べ物は干し芋、干し柿、さけるチーズ。
好きなアイドルはモーニング娘。である。父親は消防士である。兄がいる。

## 出演

### 映画
- いぬやしき（2018年） - 渡辺しおん（幼少期） 役[21]
- 劇場版 推しが武道館いってくれたら死ぬ（2023年5月12日） - 伯方眞妃 役[22][23]

### テレビドラマ
- 推しが武道館いってくれたら死ぬ（2022年10月9日 - 12月26日、朝日放送テレビ） - 伯方眞妃 役[24]

### その他のテレビ番組
- ビットワールド（2017年12月 - 2018年4月、NHK Eテレ） - ノートちゃん 役[25]
- ミュージックステーションスーパーライブ（2019年12月27日、テレビ朝日） - BABYMETALサポートダンサー
- 超無敵クラス（2022年1月25日から2023年9月17日まで不定期で70回 、日本テレビ） - KANOとして[26]

### 舞台
- 夕凪の街 桜の国（2021年8月） - 太田京花 役[27][28]
- 海街diary（2022年3月 - 4月） - 浅野すず 役[29]
- 蜉蝣一期（2025年）[30]

### 雑誌
- ちゃお（小学館）
- 小学二年生（小学館）
- アイカツスターズ!公式ファンブック（小学館）
- The NEW ERA Book Spring & Summer 2024（2024年4月30日、シンコーミュージック）[31]

### ライブ
- BABYMETAL「METAL GALAXY WORLD TOUR」 サポートダンサー（2019年6月29日 - 2020年1月26日）
  - BABYMETAL AWAKENS - THE SUN ALSO RISES -（2019年6月29日、横浜アリーナ）
  - BABYMETAL ARISES - BEYOND THE MOON - LEGEND - M - （2019年7月7日、ポートメッセなごや）
  - METAL GALAXY WORLD TOUR IN JAPAN EXTRA SHOW LEGEND - METAL GALAXY（2020年1月25日、26日、幕張メッセ）

### MV
- BABYMETAL - PA PA YA!! (feat. F.HERO)
- BABYMETAL - Elevator Girl [English ver.]
- BABYMETAL -  Shanti Shanti Shanti
- 「グミチョコパンプキン」公式ミュージックビデオ　〜ハロウッドチャンネル〜

### イベント
- 飯田らうら 27th Birthday Event（2025年4月12日、HYPERMIX門前仲町）- 第1部ゲスト